# تاب تاب عباسی
تاب تاب هم بازی یک ترانهٔ کودکانهٔ فولکلور ایرانی است که در محدوده بزرگی از کشور ایران که با گویش فارسی صحبت می‌کنند شناخته‌شده و برای کودکان در حال تاب‌بازی و گاهی به عنوان لالایی خوانده می‌شود. سراینده این شعر و زمان سرایش این شعر معلوم نیست، همچنین در محدوده‌های جغرافیایی مختلف به دنبال بیت اول آن شعرهای مختلفی افزوده گردیده است. این شعر توسط شاعران مختلف با محتوای متفاوتی بازتولید و منتشر شده است.

## متن شعر
شعر ‌های بسیار زیادی در نواحی مختلف ایران خوانده می شود که این شعر یکی از معروف‌ترین و قدیمی‌ترین های آن است:
تاب تاب عباسی 
خدا منو نندازی
اگه منو بندازی
بغل مامان(فردی) بندازی